# Rhododendron brevicaudatum
Rhododendron brevicaudatum är en ljungväxtart som beskrevs av Rhui Cheng Fang och S.S. Chang. Rhododendron brevicaudatum ingår i släktet rododendron, och familjen ljungväxter. Inga underarter finns listade i Catalogue of Life.